# Eupithecia alberta
Eupithecia alberta är en fjärilsart som beskrevs av Taylor 1906. Eupithecia alberta ingår i släktet Eupithecia och familjen mätare. Inga underarter finns listade i Catalogue of Life.